# Jonny Rieger
Jonny G. Rieger, eigentlich Paul Karl Gerhard Rieger, Pseudonyme Wolf Harten und Eva von Knigge (* 8. Juli 1908 in Berlin; † 1. April 1985 in Dänemark) war ein deutscher Schriftsteller.

## Leben
Jonny Rieger wurde am 8. Juli 1908 in Berlin-Gesundbrunnen geboren. Die Eltern waren der Schneider Karl Rieger und dessen Ehefrau Anna Auguste Elfriede (geb. Liebig), die in der Böttgerstraße 2 wohnten. Sie gaben ihrem Sohn die Vornamen Paul Karl Gerhard. Rieger absolvierte zunächst eine Ausbildung als Ziseleur und ging danach auf die Walz. 1931 gewann er eine von der Arbeiter Illustrierten Zeitung ausgeschriebene Reise um die Welt.
Nach der Machtübergabe an die Nationalsozialisten 1933 emigrierte Jonny Rieger aus Deutschland und kam 1934 nach Dänemark. Nach der deutschen Besetzung des Landes wurde er 1942 von der Wehrmacht eingezogen. 1944 desertierte er bei einem Heimaturlaub und erlebte das Kriegsende in Schweden.
Zu seinen bekanntesten Werken gehört Ein Balkon über dem Lago Maggiore. Tessiner Reise-Verführbuch aus dem Jahr 1957.
Jonny Rieger gehörte der Bruderschaft der Vagabunden um Gregor Gog (1891–1945) an. Gog schrieb über ihn:
Ein armer Schlucker von Landstreicher war er, der an keinem Morgen weiss, wo ihn die kommende Nacht vervirgt. Gesetz war ihm ein Stück Brot für den Tag; im übrigen: Augen auf! Die Tage umblättern wie die Seiten eines Buches und kein Wort verlieren von dem, was das Leben jeden Tag neu in dieses Buch hineinschreibt. Schön war die Erde! Und schön war das Leben! Aber die Menschen hausten darin wie Verrückte in einer Irrenanstalt. Wer - alle? Wer waren die Architekten dieser Irrenanstalt? Dieselben, die Hunderttausende und Millionen Menschen auf die Strasse spucken wie - wie Rotz? Augen auf, Jonny! Das muss man auskundschaften! Jung war er, anfangs der Zwanziger; dreimal waren wir uns seither begegnet. Die gierigen Augen sagten: „Ich fress dich.“ Aber das war nicht so schlimm gemeint. Der da ein- und zweimal vor mir sass, konnte noch lachen wie ein Junge. In der Rocktasche trug er, statt Brot, Gedichte. Worte und Sätze standen da, die wie helle Hammerschläge an ein verriegeltes Tor klopften: „Aufgemacht!“
Der Nachlass Jonny Riegers befindet sich im Deutschen Literaturarchiv in Marbach.

## Werke (Auswahl)
- [Als Gerd Rieger]: Männer vom Mast. Charkow/Kiew: Staatsverlag der Nationalen Minderheiten der USSR 1933.
- [Als Wolf Harten]: Feuer im Osten. Zürich: Büchergilde Gutenberg 1935.
- Fahr zur Hölle, Jonny! Roman. Zürich: Büchergilde Gutenberg 1936.
- Loop naar de duivel Jonny [Nederlandsche vertaling van de hand van Laurens van der Waals]. Haarlem: Uitgevers-Mij. Eigen Volk 1938.
- Shanghai saknar all rättfärdighet (Shanghai kennt keine Gerechtigkeit). Roman. Stockholm: Verlag Universal Press 1938 (nicht auf Deutsch erschienen).
- De Överlevande (Die Überlebenden). Roman. Stockholm 1945 (nicht auf Deutsch erschienen).
- Tropenfracht. Roman. Zürich 1946.
- Reisefieber. Reisebuch. Zürich 1948 (ebenfalls auf Dänisch [1948] und Schwedisch [1954] erschienen).
- Jamen – du ler jo ikke (Aber – du lachst ja nicht) Roman. Kopenhagen 1953 (nicht auf Deutsch erschienen)
- Gier und Sehnsucht – gross geschrieben. Roman. Stuttgart 1955 (auf Dänisch geschrieben. Der ursprüngliche Titel Wir treffen uns im Niemandsland wurde vom Verlag geändert).
- Reisen zu Göttern und Menschen. Reisebuch. Hamburg 1955 (überarbeitete Fassung von Reisefieber).
- [Als Eva von Knigge]: Wir sahen den Mond über Surabaya. Roman. Stuttgart 1958.
- Ein Balkon über dem Lago Maggiore. Tessiner Reise-Verführbuch. Stuttgart 1957.
- Kitagawa Utamaro, Die Seidenraupenzucht – ein Frauenberuf. Zürich 1962 (Faksimile-Ausgabe einer japanischen Holzschnitt-Serie von zwölf Blättern).
- Mein Leben gehört mir. Autobiographischer Roman. Stuttgart 1963 (erweiterte Fassung von Gier und Sehnsucht – gross geschrieben).